# Rudolf Kadlec
Rudolf Kadlec (24. ledna 1889 Smíchov – 31. května 1959 Praha) byl český herec a divadelní režisér.

## Život
Narodil se na Smíchově do rodiny obchodníka Františka Kadlece, jako druhorozený syn z otcova druhého manželství. K divadlu jej dovedl spolužák a přítel, syn Emila Fochta, herce pražského Národního divadla a manžela Marie Faltysové Fochtové. Brával jej s sebou na představení svého otce a také do cestující "divadelní společnosti J. Faltyse", na jejíchž štacích v okolí Prahy si Karel Kadlec v letních měsících příležitostně zahrál. V osmnácti letech nastoupil ve Faltysově společnosti své první angažmá a během následujících let vystřídal několik venkovských společností. Krátce byl členem divadelní společnosti Marie Procházkové–Malé a Františka Franzla-Lešanského. V roce 1911 hrál u společnosti "E. Sukové-Kramuelové" v Třeboni a v roce 1913 během letní lázeňské stagiony hrál v lázeňském divadle u ředitele "J. Hodra" v Luhačovicích.
Po několika letech působení u venkovských společností, kde občas také režíroval, byl v roce 1913 přijat do Švandova divadla na Smíchově, kde strávil celou svou další divadelní dráhu jako herec, sporadicky jako režisér a v letech 1922–1928 a 1932–1935 jako ředitel. V červnu 1925 se oženil s rozvedenou Emou Švandovou. V druhé polovině dvacátých let postihla smíchovskou scénu krize, v roce 1928 proto Kadlec hostoval v Městském divadle na Královských Vinohradech. Od divadelní sezony 1932/33 se vrátil na domovskou scénu, ale pokus o její obnovu se nezdařil. V roce 1935 byl provoz Švandova divadla definitivně ukončen a manželé Kadlecovi se stáhli do ústraní, finančně byli prozatímně zajištěni z pronájmu divadelní budovy.
Od konce dvacátých let trpěl Rudolf Kadlec ušní chorobou, ztráta sluchu mu znemožnila další jevištní činnost. Věnoval se historii smíchovského divadla, kterou sepsal z velké části na základě vlastní zkušenosti v nevydané práci Divadlo na levém břehu vltavském. Rudolf Kadlec zemřel v zapomnění 31. května 1959 v Praze.
Rudolf Kadlec hrál ve čtyřech němých a třech zvukových filmech, spolupracoval také s Československým rozhlasem.

## Divadelní role (výběr)

### Společnost Emilie Sukové-Kramuelové
- 1911 – role Jánošíka ve hře J. Mahena: Jánošík

### Společnost Jana Hodra
- 1913 – role Zbyško Dulského ve hře G. Zapolské: Morálka paní Dulské
  - role Hraběte Neipperga ve hře V. Sardou: Madame Sans-Gêne

### Švandovo divadlo
- 1914 – role Vítka Tomeše ve hře F. A. Šuberta: Probuzenci
  - role Percineta ve hře E. Rostanda: Blouznivci
- 1915 – role Honzy ve hře J. Kvapila: Princezna Pampeliška
  - role Jana Husa ve hře J. K Tyla: Jan Hus (hráno v Lesním divadle v Krči)
- 1916 – role Dona Césara ve hře A. Moreta: Donna Diana
  - role Petříka ve hře L. Anzengrubera: Sedlák křivopřísežník
- 1917 – role Armanda Duvala ve hře A. Dumase ml.: Dáma s kaméliemi
- 1918 – role Valentina Browna ve hře J. M. Barrieho: V tiché uličce
  - role Helmera ve hře H. Ibsena: Nora
  - role Laca ve hře G. Preissové: Její pastorkyňa
- 1919 – role Nilse Lykkece ve hře H. Ibsena: Paní Inger na Östrotě
  - role Knuta ve hře A. Strindberga: Hra s ohněm
- 1920 – role Petruchia ve hře W. Shakespeara: Zkrocení zlé ženy
- 1921 – role Maxe de Simiers ve hře E. Paillerona: Myška
- 1922 – role Starce ve hře A. Strindberga: Sonata příšer
- 1923 – role Juvana ve hře F. Werfela: Kozlí zpěv
  - role Alíka ve hře F. Langera: Velbloud uchem jehly
  - role Solnesse ve hře H. Ibsena: Stavitel Solness
- 1924 – role Franka Tailora ve hře W. S. Maughama: Zaslíbená země
- 1926 – role Borkmana ve hře H. Ibsena: John Gabriel Borkman
- 1927 – role Konstantina ve hře S. Krzywoszewského: Kolombina
- 1928 – role Kortha ve hře F. Molnára: Hra na zámku
- 1933 – role Dr. Čapka ve hře V. Dyka: Episoda
- 1934 – role Generálního ředitele Anthonyho ve hře E. Synka: Výdělečné ženy

a v mnoha dalších

### Městské divadlo na Královských Vinohradech
- 1929 – role Georga Hellouina ve hře E. Guirauda: Žena

## Filmografie

### Němý film
- Zlaté srdéčko[6] (1916)
- Pražští adamité[7] (1917)
- Sněženka z Tater[8] (1919)
- Macocha[9] (1919)

### Zvukové filmy
- Karel Havlíček Borovský[10] (1931)
- Psohlavci[11] (1931)
- Tři vejce do skla[12] (1937)